# Crédit Agricole (grupa kolarska)
Crédit Agricole (Kod UCI: C.A) – francuska zawodowa grupa kolarska istniejąca w latach 1987–2008. Dyrektorem generalnym grupy był Roger Legeay.

## Nazwa grupy w poszczególnych latach
| lata      | nazwa               |
| --------- | ------------------- |
| 1987      | Vétements Z-Peugeot |
| 1988–1989 | Z-Peugeot           |
| 1990      | Z-Tomasso           |
| 1991–1992 | Z                   |
| 1993–1998 | GAN                 |
| 1998–2008 | Crédit Agricole     |

## Zawodnicy

### Skład na sezon 2006
| Skład drużyny 2006  | Skład drużyny 2006   | Skład drużyny 2006 | Skład drużyny 2006                     |
| Imię i nazwisko     | Data urodzenia       | Państwo            | Poprzednia grupa                       |
| ------------------- | -------------------- | ------------------ | -------------------------------------- |
| Francesco Bellotti  | 6 sierpnia 1979      | Włochy             | Barloworld-Androni Giocattoli (2004)   |
| László Bodrogi      | 11 grudnia 1976      | Węgry              | Quick Step-Davitamon (2004)            |
| William Bonnet      | 25 czerwca 1982      | Francja            | Auber 93 (2005)                        |
| Aleksandr Boczarow  | 26 lutego 1975       | Rosja              | AG2R Prévoyance (2003)                 |
| Pietro Caucchioli   | 28 sierpnia 1975     | Włochy             | Alessio-Bianchi (2004)                 |
| Anthony Charteau    | 4 czerwca 1979       | Francja            | Bouygues Telecom (2005)                |
| Julian Dean         | 28 stycznia 1975     | Nowa Zelandia      | CSC (2003)                             |
| Christophe Edaleine | 1 listopada 1979     | Francja            | Cofidis-Le Crédit par Téléphone (2005) |
| Jimmy Engoulvent    | 7 grudnia 1979       | Francja            | Cofidis-Le Crédit par Téléphone (2005) |
| Dmitrij Fofonow     | 15 sierpnia 1976     | Kazachstan         | Cofidis-Le Crédit par Téléphone (2005) |
| Patrice Halgand     | 2 marca 1974         | Francja            | Jean Delatour (2003)                   |
| Sébastien Hinault   | 11 lutego 1974       | Francja            |                                        |
| Jonathan Hivert     | 23 marca 1985        | Francja            | Union cycliste Châteauroux (2005)      |
| Thor Hushovd        | 18 stycznia 1978     | Norwegia           |                                        |
| Mads Kaggestad      | 22 lutego 1977       | Norwegia           | Team Krone (2002)                      |
| Jaan Kirsipuu       | 17 lipca 1969        | Estonia            | AG2R Prévoyance (2004)                 |
| Christophe Le Mével | 11 września 1980     | Francja            | Crédit Agricole espoirs (2001)         |
| Cyril Lemoine       | 3 marca 1983         | Francja            | Crédit Agricole espoirs (2004)         |
| Jean-Marc Marino    | 15 sierpnia 1983     | Francja            | Union cycliste Châteauroux (2005)      |
| Kilian Patour       | 20 września 1982     | Francja            | Crédit Agricole espoirs (2004)         |
| Rémi Pauriol        | 4 kwietnia 1982      | Francja            | AG2R Prévoyance (2004)                 |
| Benoît Poilvet      | 27 sierpnia 1976     | Francja            |                                        |
| Sébastien Portal    | 4 czerwca 1982       | Francja            | Union cycliste Châteauroux (2004)      |
| Saul Raisin         | 6 stycznia 1983      | Stany Zjednoczone  | Crédit Agricole espoirs (2004)         |
| Mark Renshaw        | 22 października 1982 | Australia          | La Française des jeux (2005)           |
| Yannick Talabardon  | 6 lipca 1981         | Francja            | Auber 93 (2004)                        |
| Nicolas Vogondy     | 8 sierpnia 1977      | Francja            | Fdjeux.com (2004)                      |
|                     |                      |                    |                                        |
| Źródło: UCI         |                      |                    |                                        |

### Zawodnicy w poprzednich sezonach
| Imię               | Urodzony | Narodowość        | Poprzednia drużyna | Dołączył | Odszedł | Następna drużyna |
| ------------------ | -------- | ----------------- | ------------------ | -------- | ------- | ---------------- |
| Greg LeMond        | 1961     | Stany Zjednoczone |                    |          |         |                  |
| Chris Boardman     | 1968     | Wielka Brytania   | brak               | 1993     | 1999    |                  |
| Stuart O’Grady     | 1973     | Australia         | brak               | 1998     | 2003    | Cofidis          |
| Jens Voigt         | 1971     | Niemcy            |                    |          | 2003    | Team CSC         |
| Bobby Julich       | 1971     | Stany Zjednoczone | Cofidis            | 2000     | 2001    | Team Telekom     |
| Jonathan Vaughters | 1973     | Stany Zjednoczone | U.S. Postal        | 2000     | 2001    |                  |
| Christophe Moreau  | 1971     | Francja           | Festina            | 2001     | 2005    | AG2R Prévoyance  |